# Tropicus alcicornis
Tropicus alcicornis är en skalbaggsart som beskrevs av Mascagni 1989. Tropicus alcicornis ingår i släktet Tropicus och familjen strandgrävbaggar. Inga underarter finns listade i Catalogue of Life.